# Hälfte des Lebens (Film)
Hälfte des Lebens ist ein DDR-Spielfilm über das Leben des deutschen Dichters Friedrich Hölderlin aus dem Jahr 1985. Er wurde vom DEFA-Studio für Spielfilme, Künstlerische Arbeitsgruppe (KAG) „Johannisthal“, unter der Regie von Herrmann Zschoche produziert.
Der verfilmte Stoff umfasst zehn entscheidende Lebensjahre des Dichters, die mit seiner Liebe zu der verheirateten Susette Gontard beginnen und mit der am 11. September 1806 erfolgten Einweisung des 36-Jährigen in eine Tübinger Nervenklinik enden, von wo er am 3. Mai 1807 als „unheilbar“ entlassen wurde. 36 weitere Jahre sollte Hölderlin also noch mit mehr oder weniger psychischen Beeinträchtigungen verleben – eben die „Hälfte seines Lebens“. Gleichzeitig ist „Hälfte des Lebens“ der Titel eines der berühmtesten Gedichte Hölderlins. Der nach dem Filmszenario von Christa Kożik gedrehte Film hatte seine Uraufführung am 18. April 1985 im Berliner Kino International. Am 16. Juli 1987 wurde er erstmals in der Bundesrepublik Deutschland unter dem Titel Hälfte des Lebens – Hölderlin gezeigt.

## Inhalt
1796 wird Hölderlin Hauslehrer bei dem reichen Bankier Jakob Gontard in Frankfurt am Main. Er verliebt sich auf den ersten Blick in dessen Ehefrau Susette, die die Gefühle bald erwidert. Als Jakob Gontard hinter die Affäre kommt, muss Hölderlin das Haus „Weißer Hirsch“ verlassen. Das Paar trifft sich weiterhin heimlich, bis Susette die Beziehung 1800 beendet; zwei Jahre darauf stirbt sie an der Schwindsucht.
Hölderlin wird 1804 auf Vermittlung seines Freundes Isaac von Sinclair Hofbibliothekar beim Landgrafen in Homburg.
Bei Hölderlin treten immer mehr Anzeichen einer Psychose auf und 1806 wird er in eine psychiatrische Anstalt eingewiesen.

## Kritiken
„Christa Kożik wollte bewußt eine romantische Liebesgeschichte schreiben, und Herrmann Zschoche ist das Kunststück gelungen, dies auch genauso inszeniert zu haben, ohne dabei je in Kitsch abzugleiten, was hier gefährlich nahelag. Auch der soziale und politische Hintergrund ist zumindest angedeutet.“

„Man sollte sich diesem Film nähern wie einer Musik, die eine bekannte Situation mit Tönen beschreibt, von Schmerzen und Trauer kündet, die eine Emotion ausstrahlt, die der Hörer selbst konkretisieren muß. Dies vorausgesetzt und akzeptiert (…) hat Herrmann Zschoche (…) einen sehr schönen, berührenden Film gemacht.“

„Hochdramatisch gesteigert die Liebesszenen, in den zartesten Seelenschwingungen wie im Sinnenrausch der körperlichen Vereinigung. Heraufbeschworen in Bildern von einer suggestiven optischen Opulenz eine romantische Symbolwelt, zu der Natur wie Interieurs gleichermaßen beitragen.“

## Auszeichnungen
- 1986: „Großer Steiger“, Publikumspreis des Nationalen Spielfilmfestival der DDR in Karl-Marx-Stadt (heute Chemnitz)
- 1986: Kritikerpreis der DDR für „Die große Klappe“ in der Kategorie „Bester Darsteller“ für Ulrich Mühe
- 2014: Hölderlin-Ring für Herrmann Zschoche und Christa Kożik (Regie und Szenarium)